# Bad Brambach
Bad Brambach (tyska: [baːt ˈbʁamˌbax]
 ( lyssna)) är en kommun (Gemeinde) och kurort i sydvästra delen av det tyska förbundslandet Sachsen.
Orten ligger i landskapet Vogtland och gränsar i väst, öst och syd mot Tjeckien. Den har en höjd mellan 550 och 600 meter över havet. Staden Plauen ligger cirka 39 km norr om Bad Brambach.
Källvattnet som förekommer i kurorten är särskilt rikt på radium och dessutom har vattnet höga halter av mineralsalter, järn och koldioxid. Vattnets läkande egenskaper upptäcktes 1678. I början såldes vattnet i flaskor och 1912 etablerade sig de första värdshusen och hotellen med specialisering på kurverksamhet. 1922 mottog orten status som kurort och ortsnamnet fick tillägget "Bad".
Efter andra världskriget var badet fram till 1949 ett sanatorium för sovjetarmén.
I Bad Brambachs sjukhus behandlas patienter främst mot reumatism, mot sjukdomar av det muskuloskeletala systemet och mot hjärt- och kärlsjukdomar.
Bad Brambach har en järnvägsstation vid sträckan Plauen–Cheb.

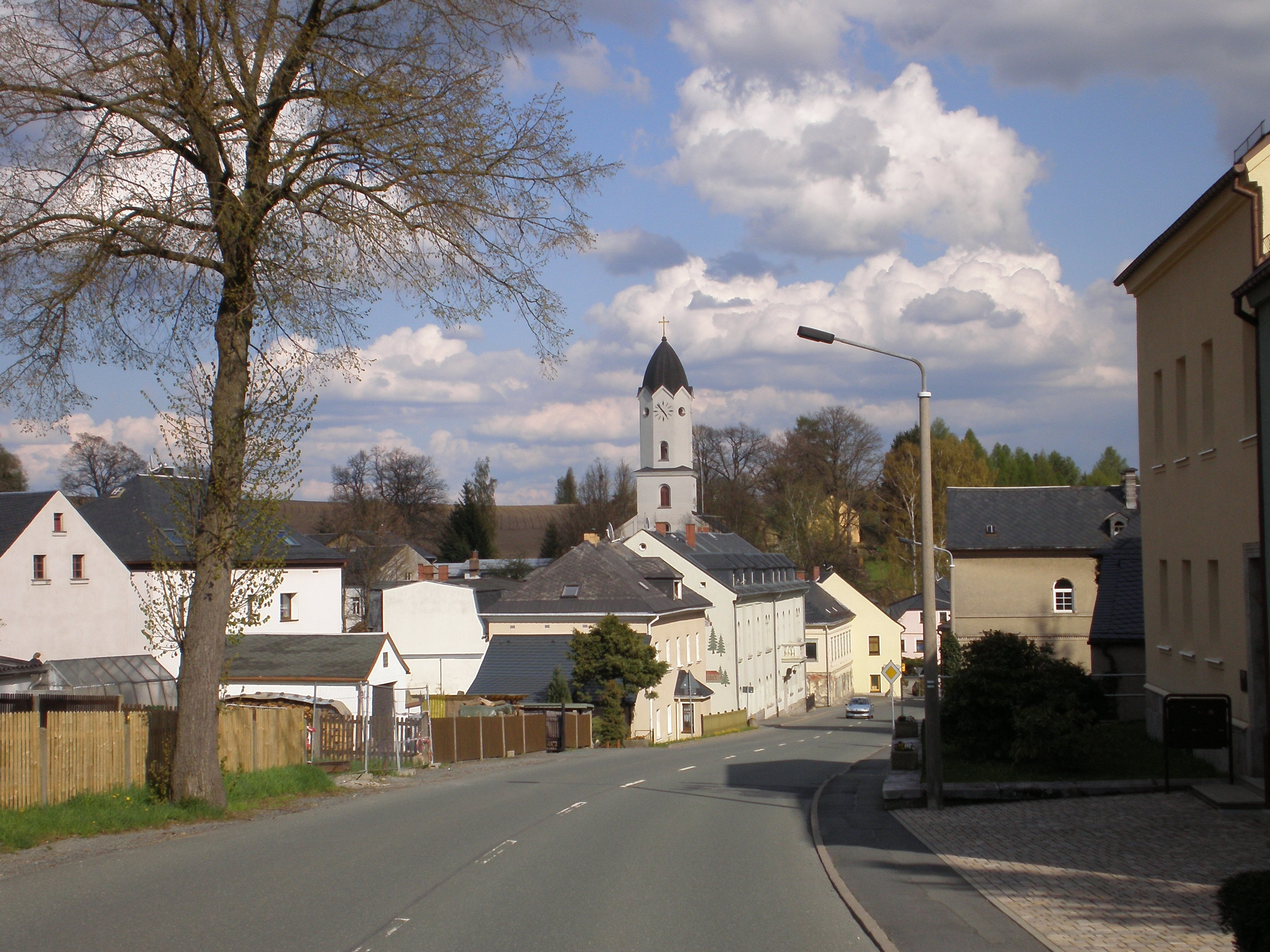
Delar av orten med kyrkan
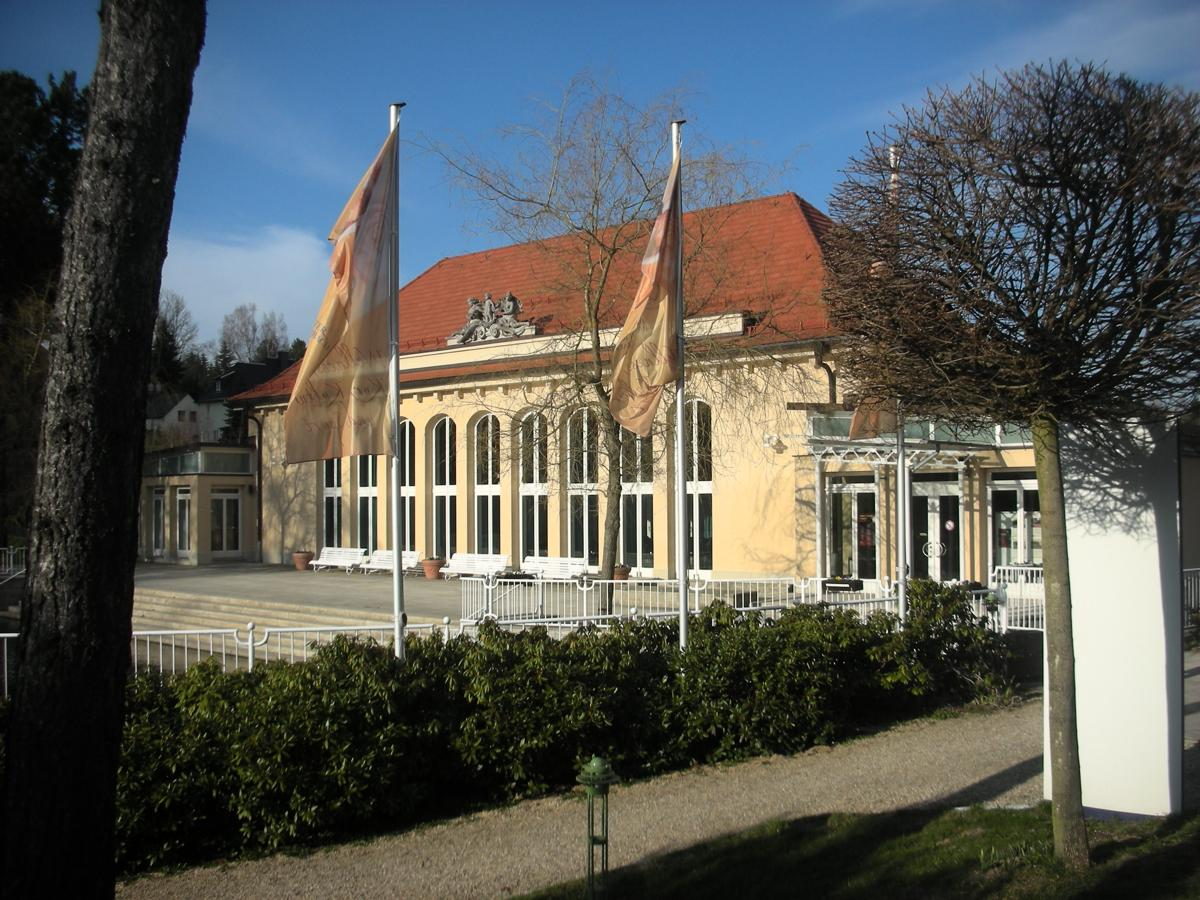
Kurhuset